# Bitikleïta
La bitikleïta és un mineral de la classe dels òxids que pertany i dona nom al grup de la bitikleïta, dins del grup estructural del granat.

## Característiques
La bitikleïta és un element químic de fórmula química Ca₃SbSn(AlO₄)₃. Va ser aprovada com a espècie vàlida per l'Associació Mineralògica Internacional l'any 2009. Cristal·litza en el sistema isomètric. Va ser anomenat en primer terme com a bitikleïta-(SnAl), però segons la nova nomenclatura del supergrup dels granats els sufixos no s'han d'utilitzar per nomenar minerals que hi formen part, per tant el nom es va canviar a l'actual. Forma sèries de solució sòlida amb la kerimasita, la kimzeyita, la morimotoïta, la schorlomita i la toturita.

## Formació i jaciments
Va ser descoberta al mont Lakargi, a la caldera Verkhnechegemskaya, dins la regió Kabardino-Balkària (Districte Federal del Sud, Rússia), on sol trobar-se associada a altres minerals com: wadalita, toturita, tazheranita, rondorfita, magnesioferrita, larnita, lakargiïta i kimzeyita. Es tracta de l'únic indret de tot el planeta on ha estat descrita aquesta espècie mineral.